# Treitervlogger
Een treitervlogger is iemand die videoblogs maakt over het treitergedrag van zichzelf en/of zijn vrienden en die overlast veroorzaakt door deze vlogs te publiceren. Het woord "treitervlogger" maakte op 9 september 2016 voor het eerst zijn opwachting in de Nederlandse landelijke media toen diverse media berichtten over enkele overlast veroorzakende jongeren uit Zaandam, waaronder Ismail Ilgun.
Het woord treitervlogger werd in Nederland in 2016 met 35% van de stemmen tot woord van het jaar verkozen.